# Кульчицький Володимир

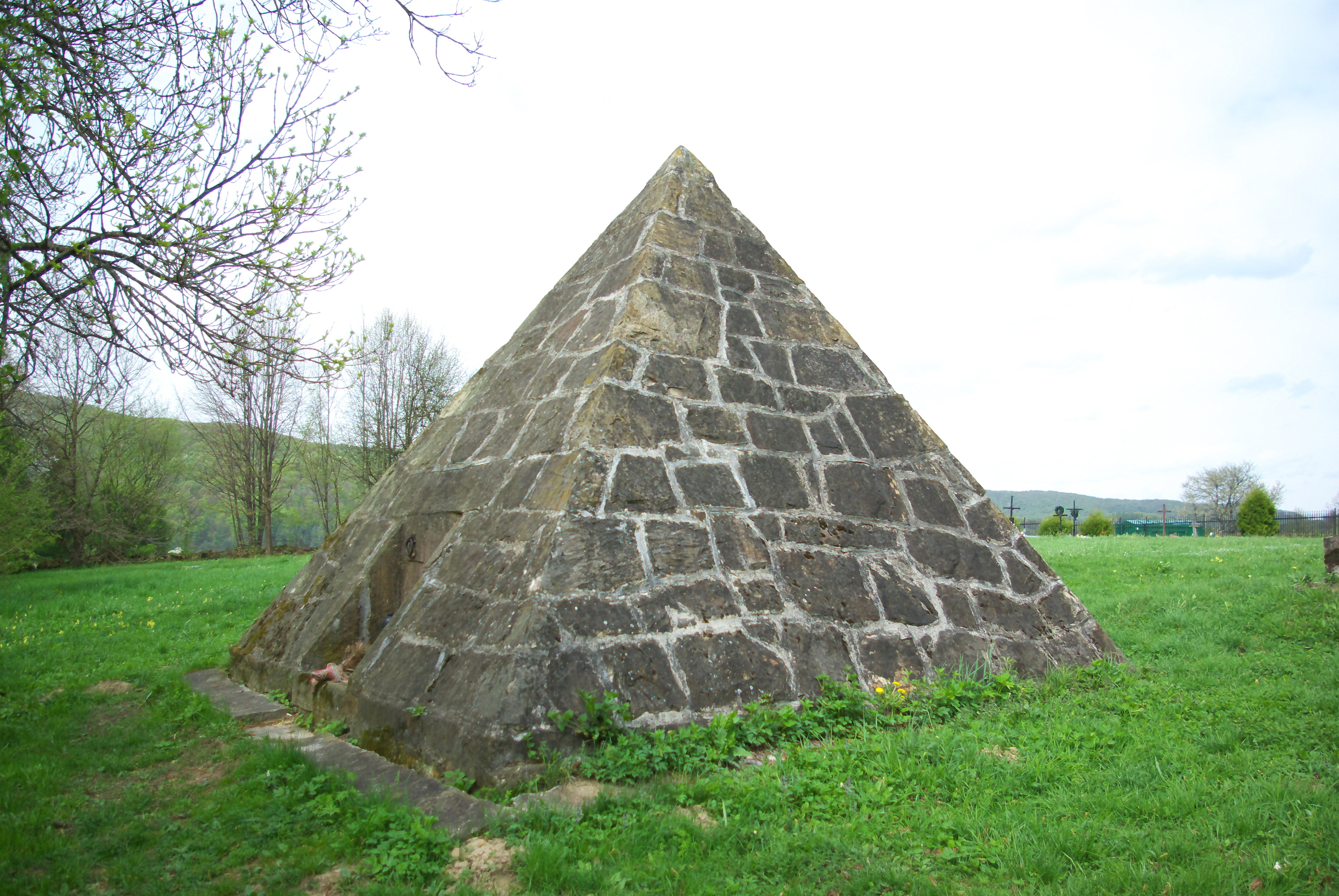
Пірамідальний гробівець Кульчицький в Межиброді.

Володимир Кульчицький гербу Сас (пол. Włodzimierz Kulczycki; нар. 27 грудня 1862, Перемишль — пом. 10 травня 1936, Львів) — український ветеринар, зоолог, зооанатом, професор і ректор Академії ветеринарної медицини у Львові, колекціонер східних килимів.

## Біографія
Походив з руської шляхетської греко-католицької родини Кульчицьких з Перемишля.
Закінчив цісарсько-королівську гімназію в Коломиї. З 1882 р. вивчав природничі науки у Відні та Львові. Ступінь доктора філософії та хімії отримав у Львові в 1887 р. Тоді він також отримав звання ветеринара після закінчення Ветеринарної школи у Львові.
Працював асистентом на кафедрі свійських тварин, а також служив залізничним і міським ветеринаром по коням у 1891—1905 рр. З 1894 року читав лекції. У 1906 р. призначений ординарним професором описової анатомії, гістології та ембріології Академії ветеринарної медицини у Львові. Очолював кафедру описової анатомії свійських тварин. Період Першої світової війни повністю пережив Львів. У той час, як один із трьох співробітників, опікувався майном Академії. 
З жовтня 1917 по 1919 рік — ректор Академії. Фінансово підтримував українську студентську організацію «Ватра».
Був автором багатьох публікацій у галузі зоології та ветеринарії. Крім того, читав лекції на приватних Вищих курсах землян. У 1934 році вийшов на пенсію. Академія ветеринарної медицини присвоїла йому звання доктора honoris causa.

## Обрані публікації
- Afganistan i kraj turkomański (1885)
- Indianie Wenezueli, Guyany i Brazylii (1886)
- Tętnice skórne u psa (1889)
- Przypadek niezwykłej gałęzi tętnicy szczękowej zewnętrznej u konia (1890)
- Owady pasożytujące u ludzi i zwierząt domowych (1892)
- Homologia kończyn przednich i tylnych (1901)
- Kilka notatek z podróży (1902)
- Kobierce wschodnie XVII wieku w Muzeum Stauropigijnem we Lwowie (1910)
- Beiträge zur Kenntnis der orientalischen Gebetteppiche (1914)
- Lwowska Akademia weterynaryi w czasie inwazyi rosyjskiej (1919)
- Wschód mahometański: wystawa kobierców i innych wyrobów przemysłu artystycznego ze zbiorów lwowskich (1928)
- Kobierce mahometańskie („Sztuka Piękna”, rocznik V z 1929)
- Wspomnienia z pierwszy lat lwowskiej uczelni weterynaryjnej (1932)
- Katalog wystawy kobierców mahometańskich i ceramiki azjatyckiej i europejskiej (1934)